# Гримоалд II (Беневенто)
Вижте пояснителната страница за други личности с името Гримоалд.
Гримоалд II (на латински: Grimoald II., Grimwald; † 680) е херцог на Херцогство Беневенто през 677 – 680 г.

## Биография
Той е син на херцога на Беневенто Ромуалд I и неговата съпруга Теудерада, дъщеря на dux Луп от Фриули.
Ромуалд жени сина си и наследник Гримоалд II с Вигилинда, дъщеря на крал Перктарит и Роделинда и сестра на Кунинкперт.
Гримоалд II наследява трона след смъртта на баща си. По време на неговото управление не са известни големи събития. Когато умира през 680 г. на трона се възкачва брат му Гизулф I.